# Trachyxiphium subfalcatum
Trachyxiphium subfalcatum là một loài rêu trong họ Pilotrichaceae. Loài này được (Hampe) W.R. Buck mô tả khoa học đầu tiên năm 1987.